# Gerhard Burkhardt (Mediziner)
Rudolf Gerhard Burkhardt (* 22. Oktober 1910 in Leipzig; † 27. September 1978 in Dresden) war ein deutscher Mediziner mit den Arbeits- und Forschungsschwerpunkten chirurgische Behandlung des Karzinoms, Hämodialyse, Nierenfunktionsdiagnostik und Medizinrecht. Er war ab 1965 Professor mit Lehrauftrag an der Medizinischen Akademie „Carl Gustav Carus“.

## Leben
Burkhardt legte 1930 in Leipzig sein Abitur ab und nahm in der Folge ein Medizinstudium an der Universität Leipzig auf (1930–1936). 1937 erhielt er seine Approbation, war bis 1946 Assistenzarzt der Chirurgie am Ev. Diakonissenkrankenhaus Leipzig und wurde 1938 mit der Dissertation „Über die Synovektomie am Kniegelenk“ zum Dr. med. promoviert.
1943 wurde er Facharzt für Chirurgie. Von 1946 bis 1950 war er Chefarzt der Chirurgischen Abteilung vom Kreiskrankenhaus Delitzsch und vom Diakonissenkrankenhaus Halle/Saale (1950–1953). 1953 erhielt er die Facharztanerkennung für Urologie. Von 1953 bis 1956 war er Assistenzarzt an der Chirurgischen Universitätsklinik Greifswald. 1957 wechselte Gerhard Burkhardt an die Chirurgische Klinik der Medizinischen Akademie „Carl Gustav Carus“ in Dresden, wurde dort Oberarzt und habilitierte sich ebenda 1960 zum Thema „Der individuelle Heilplan des Mammacarcinoms gemäß seinen Wachstumsbedingungen“. Zum 1. November 1960 wurde er Dozent für Chirurgie und im Wirkung des 1. September 1965 Professor mit Lehrauftrag für Chirurgie an der Medizinischen Akademie Carl Gustav Carus. Neben seiner Dozententätigkeit war der Mediziner zwischen 1966 und 1977 Chefarzt der Chirurgischen Abteilung des Kreiskrankenhauses Meißen.

## Ehrungen
- 1971: Hufeland-Medaille (DDR) in Silber
- 1973: Medizinalrat (DDR)
- 1975: Carus-Plakette der der Medizinischen Akademie Carl Gustav Carus

## Schriften
- Über die Synovektomie am Kniegelenk. 1938.
- Aktuelle Rechtsfragen des Arzt-Patienten-Verhältnisses. Dresden 1976.